# صموئيل ألين (لاعب كرة قاعدة)
صموئيل ألين (بالإنجليزية: Samuel Allen)‏ هو لاعب كرة قاعدة أمريكي، ولد في 1936.